# Tour de Fries
Die Tour de Fries ist ein touristischer Rundradweg durch den Landkreis Friesland, den Landkreis Wittmund, Landkreis Ammerland und die kreisfreie Stadt Wilhelmshaven. Der ca. 280 Kilometer lange Rundkurs führt zunächst von Wilhelmshaven entlang des Jadebusens durch die Gemeinde Sande, die Friesische Wehde und den Künstlerort Dangast bis nach Varel. Von dort geht es nach Süden bis Linswege, durch Bockhorn über Wiesmoor, Friedeburg und Wittmund wieder nach Norden bis Carolinensiel und von dort über Horumersiel, Hooksiel, Jever und Schortens zurück nach Wilhelmshaven. Im Jahr 2013 wurde die Tour de Fries vom ADFC als Qualitätsroute mit 4 von 5 möglichen Sternen ausgezeichnet.
Während der Tour kann am Wegesrand rund um den Jadebusen der Skulpturenpfad Kunst am Deich besichtigt werden. Zu sehen sind insgesamt 14 Skulpturen, die sich auf künstlerisch Weise mit dem Thema Schöpfung und seiner Bewahrung auseinandersetzen.
Eine Alternativroute der Tour de Fries führt von Wilhelmshaven aus mit der Fähre über den Jadebusen und an dessen östlicher Seite durch Butjadingen nach Varel. Dort knüpft die Alternativroute an die reguläre Routenführung an.